# HD 129954
HD 129954，又名CP-66 2645，SAO 252894、HR 5500，是一颗恒星，视星等为5.91，位于銀經314.22，銀緯-6.33，其B1900.0坐标为赤經14h 40m 16.2s，赤緯-66° -6.33′ 25″。